# NGC 5148
NGC 5148 este o galaxie spirală situată în constelația Fecioara. A fost descoperită în 30 aprilie 1864 de către Albert Marth.